# 최영근 (1923년)
최영근(崔榮根, 1923년 2월 8일 ~ 1994년 7월 20일)은 대한민국의 축구 선수로서 포지션은 공격수이다. 1954년 FIFA 월드컵에서 대한민국 축구 국가대표팀을 위해 경기하였다.